# Petrosia crustata
Petrosia crustata är en svampdjursart som beskrevs av Wilson 1925. Petrosia crustata ingår i släktet Petrosia och familjen Petrosiidae.
Artens utbredningsområde är Filippinerna. Inga underarter finns listade i Catalogue of Life.